# Hyloxalus cepedai
Hyloxalus cepedai (Morales, 2002) è un anfibio anuro appartenente alla famiglia degli Aromobatidi.

## Etimologia
L'epiteto specifico è stato dato in onore di Jorge Cepeda-Pizarro.

## Distribuzione e habitat
È endemica di Villavicencio nel dipartimento di Meta in Colombia. Si trova sul pendio amazzonico della Cordigliera d'Oriente.